# Mazerolles, Pyrénées-Atlantiques
Mazerolles är en kommun i departementet Pyrénées-Atlantiques i regionen Nouvelle-Aquitaine i sydvästra Frankrike. Kommunen ligger i kantonen Arzacq-Arraziguet som tillhör arrondissementet Pau. År 2022 hade Mazerolles 1 188 invånare.

## Befolkningsutveckling
Antalet invånare i kommunen Mazerolles
| Referens: INSEE |